# Поверхнево-активні речовини нафти
Поверхнево-активні речовини нафти (рос. поверхностно-активные вещества нефти; англ. surface-active agents of oil, нім. oberflächenaktive Erdölstoffe m pl) — нафтенові кислоти, смоли, асфальтени і інші речовини, вміст яких у нафті зменшує її поверхневий натяг на межі з водою і сприяє утворенню абсорбційних шарів цих речовин на стінках порожнин.